# Herbert von Beckerath
Herbert von Beckerath (* 4. April 1886 in Krefeld; † 10. März 1966 in Washington, D.C.) war ein deutscher Wirtschaftswissenschaftler und Hochschullehrer.

## Leben
Herbert von Beckerath war ein Sohn des Kaufmanns Alwin von Beckerath (1849–1930), ein enger Freund Brahms und Bruder von Rudolf von Beckerath, und von Maria, geb. von der Leyen (1853–1936). Er entstammte einer Krefelder Groß-Industriellenfamilie und war Vetter des Ökonomen Erwin von Beckerath.
Von Beckerath besuchte ein Realgymnasium in Krefeld und schloss dort Ostern 1905 sein Abitur ab. Anschließend studierte er bis Herbst 1918 an der Universität Freiburg, Berlin und Bonn Rechts- und Staatswissenschaft. Seine volkswirtschaftliche Ausbildung erhielt er bei Karl Diehl und Gerhart von Schulze-Gävernitz, wo er auch habilitierte, an der Universität Freiburg. 1908 legte er in Köln seine erste juristische Staatsprüfung ab. Für neun Monate war er im juristischen Vorbereitungsdienst und wechselte dann bis 1911 erst an nach Berlin, dann wieder nach Freiburg, um das Studium der Staatswissenschaften fortzusetzen. Im November 1911 wurde er in Freiburg Doktor der Staatswissenschaften. Es folgte eine längere Anstellung beim Zentralverband deutscher Industrieller. Hier arbeitete er u. a. mit Gustav Stresemann zusammen.
Er habilitierte sich Ende 1914 für Volkswirtschaftslehre und Finanzwissenschaft an der Albert-Ludwigs-Universität Freiburg. In der Folge lehrte er als Privatdozent ab dem Wintersemester 1914/15 bis Sommersemester 1915 an der Universität Freiburg. Im Frühjahr 1916 wurde er Geschäftsführer des Vereins Deutscher Seidenwebereien in Düsseldorf. Diese stelle galt als kriegswirtschaftliche Tätigkeit, sodass er nicht Heeresdienst leisten musste.
Zum Wintersemester 1919/20 wurde er Ordinarius für Volkswirtschaftslehre an der Technischen Hochschule Karlsruhe. Ostern 1922 lehnte er eine Berufung an die Universität Rostock ab und wurde stattdessen persönlicher Ordinarius an der Eberhard-Karls-Universität Tübingen. 1925 wurde er, auf Betreiben von Arthur Spiethoff, als Professor der Staatswissenschaften und Direktor des Instituts für Gesellschafts- und Wirtschaftswissenschaften nach Bonn berufen. Im Juli 1934 ließ sich der als liberal geltende von Beckerath für eine Gastprofessur in den USA beurlauben. Für ein Jahr war er am Bowdoin College in Brunswick, ging im Juli 1935 für drei Jahre an die Duke University, Durham. Während dieser Zeit lehrte er sowohl an der Duke University als auch an der University of North Carolina. 1938 wurde seine Beurlaubung um drei Jahre verlängert, da er im deutschen Interesse über die amerikanische Verkehrswirtschaft berichten würde.
Im Februar 1939 bat er um seine Entlassung aus dem deutschen Universitätsdienst. Ob die Entlassung wirklich politisch motiviert war, kann nicht abschließend festgestellt werden. Durch den Verzicht auf Pensionsansprüche folgte für ihn eine schwierige wirtschaftliche Situation. Im Februar 1953 stellte von Beckerath einen Antrag auf Anerkennung als 131er und begründete dies damit, dass er Gegner des Nationalsozialismus war. Im Januar 1956 folgte die Ablehnung des Antrags. 1959 stellte er einen Antrag auf Alterspension im Gnadenwege. Auch dieser wurde abgelehnt.
Von 1938 an bis 1955 war er Professor an der Duke University, Nach seiner Entlassung wurde er Full Professor an der Universität North Carolina. Später konnte er dort nur noch als Honorarprofessor mit einem Lehrauftrag versehen werden. Nach dem Tod seiner amerikanischen Frau Guelda Hillyard, geb. Elliott, entschied sind von Beckerath im März 1966 nach Deutschland zurückzukehren, verstarb aber auf der Reise nach Deutschland.

## Werke (Auswahl)
- Dissertation: Die Kartelle der deutschen Seidenweberei-Industrie (bis zum Frühjahr 1911). Braun, 1911.
- Habilitation: Kapitalmarkt und Geldmarkt: eine ökonomische Studie. Gustav Fischer, 1916.
- Zwangskartellierung oder freie Organisation der Industrie? F. Enke, 1918.
- Kräfte, Ziele und Gestaltungen in der deutschen Industriewirtschaft. 2. Aufl. Fischer, Jena 1924.
- Reparationsagent und deutsche Wirtschaftspolitik: eine programmatische Kritik der deutschen Wirtschaft der Gegenwart. K. Schroeder, 1928.
- Gewerbepolitik. Gustav Fischer, 1930.
- Modern Industrial Organization: An Economic Interpretation. McGraw-Hill, 1933.
- In defense of the West: a political and economic study. Duke University press, 1942.
- Grossindustrie und Gesellschaftsordnung. Industrielle und politische Dynamik. Mohr, Tübingen 1954.
- Wirtschaftspolitik, Machtpolitk und der Kampf um die Weltordnung. Mohr Siebeck, 1963.